# Abella (città antica)
Abella era una città romana nella Campania antica, situata presso Nola sulla strada tra Capua e Abellinum.

## Storia
Secondo Servio la città fu fondata dal re Muranus col nome di Moera, ma sia il fondatore che il nome della città sono mitologici. Un'altra tradizione fa risalire la fondazione di Abella ai coloni greci di Chalkìs (l'odierna Calcide). Storicamente assoggettata al dominio dei Sanniti, condivideva le sorti della vicina città alleata di Nola e ricevette da Marco Claudio Marcello nel 216 a.C. una costituzione oligarchica invece di quella democratica. Durante la guerra sociale Abella si schierò con Roma e venne pertanto messa a ferro e fuoco dai Nolani nell'87 a.C. Già prima del 73 a.C. Abella era divenuta una colonia romana. All'epoca di Vespasiano la città divenne inoltre un municipium, e le sue terre vennero distribuite ai veterani.

## Caratteristiche
La città era famosa per le sue coltivazioni di frutta, in particolare per le sue nocciole (nux abellana). Una testimonianza speciale è rappresentata dal cippus abellanus, una lapide rinvenuta in un santuario di Ercole, che era situato al confine tra le due città, ov'è inciso un trattato in lingua osca stipulato tra Nola e Abella. Da fonti letterarie ed epigrafiche si hanno notizie di edifici maggiori come un teatro, un anfiteatro (eretto subito dopo la sua fondazione come colonia romana e le cui rovine sono tuttora conservate), un acquedotto e una basilica. A est e a ovest della città si trovano tombe risalenti dall'età del ferro fino al periodo romano.